# Dein ist mein ganzes Herz (Lied)
Dein ist mein ganzes Herz ist ein Lied des deutschen Sängers Heinz Rudolf Kunze, für das Kunze den Text und Heiner Lürig die Komposition schuf. Es wurde im Oktober 1985 als Titelsong des gleichnamigen Albums veröffentlicht. Die Single erschien im Dezember 1985. Sie erreichte Platz acht der deutschen Charts; somit ist sie nicht nur Kunzes erste chartplatzierte Single, sondern auch seine bislang erfolgreichste.

## Text und Musik
Das Stück ist ein recht schneller Rocksong, mit Keyboards unterlegt und einem Gitarrensolo, und musikalisch vollkommen unabhängig von dem gleichnamigen Lied aus der Operette Das Land des Lächelns. Allerdings nimmt es den Titel und die Zeile „Wo du nicht bist, kann ich nicht sein“ auf. Im Text appelliert der Protagonist an eine geliebte Person, für die er noch Gefühle hegt und die er zurückgewinnen möchte, obwohl es schmerzvoll für ihn ist („Dein ist mein ganzes Herz / Du bist mein Reim auf Schmerz / Wir werden Riesen sein / uns wird die Welt zu klein“). Dabei werden echte Emotionen falschen „Beziehungen“ gegenübergestellt: „Was sind das bloß für Menschen die Beziehungen haben / Betrachten die sich denn als Staaten / Die verführen sich nicht, die entführen sich höchstens / Die enden wie Diplomaten“. Das Lied ist „ein extrem eingängiger Pop-Song, den man heute fast zu den Evergreens deutscher Popkultur zählen kann“.

## Entstehung
Dein ist mein ganzes Herz ist eine seltene Ausnahme im sonst für Kunze typischen Entstehungsprozess von Liedern: Meist schreibt er zuerst die Texte, auf deren Grundlage anschließend die Melodien entstehen. Doch abweichend von diesem Schaffensmuster schrieb Kunze bei diesem Lied den Text auf die bereits von Heiner Lürig komponierte Melodie, die Lürig Jahre zuvor erdacht hatte, bevor seine Zusammenarbeit mit Kunze 1985 begann. Prägend für die Aufnahme war der Produzent Conny Plank. Wie Kunze in seiner 2021 erschienenen Autobiografie Werdegang berichtet, war ursprünglich das Lied nicht unter den 10 Titeln des Albums. Conny Plank lehnte jedoch den Song Hamburg um vier über das Hamburger Nachtleben ab, so das Kunze auf einer nächtlichen Autofahrt in 30 Minuten den Text zu dieser schon bekannten Melodie von Lürig dichtete. Der Produzent war von dem Song so begeistert, dass er das gesamte Album nach diesem Lied benannte. Kunze gibt zu, dass er bis heute den Erfolg des Titels nicht ganz verstehen kann, aber sehr dankbar dafür ist. Dabei war er beim Schreiben des Textes von seinem Vater inspiriert, der ihn nach eigener Aussage mit Operettenmusik und auch jener von Franz Lehár teils „gequält“ beziehungsweise beeinflusst hatte.

## Veröffentlichung und Rezeption
Die Single wurde am 9. Dezember 1985 bei WEA veröffentlicht. Die B-Seite enthält den Song Väter. Auch eine 12″-Maxi erschien 1985. Der Song erschien seit 1985 auf zahlreichen Best-of-Alben und Kompilationen, etwa bei Die ultimative Chart-Show und Die Hit-Giganten.
Die Single erreichte Platz acht in Deutschland und war 16 Wochen in den Charts, vom 23. Dezember 1985 bis 7. April 1986.
Am 18. Dezember 1985 trat Kunze in der ZDF-Hitparade auf, konnte jedoch nicht Platz eins erreichen, der zu dieser Zeit für einen weiteren Auftritt nötig gewesen wäre. Auch andere Fernsehauftritte folgten zur damaligen Zeit.
Im Jahr 2012 veröffentlichte Kunze auf seinem Album Ich bin das Lied als Duett-Version mit Pe Werner. Am 8. März 2013 schaffte das Lied einen Re-Entry auf Platz 95. Am 3. Mai 2015 spielte er den Song im ZDF-Fernsehgarten in einer Klavierversion.
2018 sang Kunze das Lied als Duett mit Ben Zucker, der den Song auch in seinem Soloprogramm hat, in Unsere große Show im RBB. 2019 veröffentlichte Nicole auf ihrem Album 50 ist das neue 25 eine Duett-Version des Liedes, gesungen von ihr und Heinz Rudolf Kunze, mit dem sie befreundet ist.
2024 erschien eine Technoversion, die Kunze zusammen mit Big Tim einspielte. Diese erreichte Platz 88 der deutschen Charts.
Zum 40-jährigen Jubiläums des Liedes im Jahr 2025 sang Kunze es im Duett mit Annett Louisan.

## Coverversionen
Es existieren zahlreiche Versionen. Die Schröders schafften es 1996 mit ihrer Version auf Platz 37 der österreichischen Charts. Eine Coverversion von DJ R.O.C.K. erreichte im Herbst 2002 Platz 40 in Deutschland und war acht Wochen platziert. Dieser nahm auch eine englischsprachige Version auf (Yours Is All of My Heart). Eine spanischsprachige Version, Mi corazón von Jay del Alma, erreichte 2009 Platz 29 der deutschen Charts und war sechs Wochen platziert. Es gibt auch eine gemeinsame spanisch-deutsche Version von Jay del Alma mit dem teilweise hinzugefügten Gesang von Heinz-Rudolf Kunze. Weitere Coverversionen existieren unter anderem von:
- Laban (1987, Fange i natten, dänisch; Prisoner of the Night, englisch)
- AWG (2002)
- Jan Wayne (2002)
- Nubya (2005)
- Wolfgang Petry (2006)
- Marry feat. Marc-El (2007)
- Mr. Rokk (2007, Je t’aime de tous, französisch)
- Adoro (2011)
- Helene Fischer & Adoro (2011)
- Nico Schwanz (2011)
- Paso Doble (2012)
- Hörgerät (2014)
- Sandkamel (2016)
- Lina Maly (2017)
- Ben Zucker (2018)
- Oliver Petszokat (2019)
- Radio Havanna & Montreal (2019)
- Marathonmann (2020)
- Gwen Dolyn (2024)